# As 20 Melhores
As 20 Melhores é a primeira coletânea da cantora e compositora brasileira Paula Fernandes, Lançado em 02 de Abril de 2013 pela Universal Music apenas em formato digital. É uma compilação de seus maiores sucessos, com músicas dos álbuns Dust in the Wind, Pássaro de Fogo, Paula Fernandes: Ao Vivo, Meus Encantos, possui faixas com participações de Marcus Viana, Leonardo e a dupla Victor & Leo.

## Faixas
| N.º | Título                                                  | Compositor(es)                                                            | Duração |  |
| 1.  | "Pra Você"                                              | Paula Fernandes, Zezé Di Camargo                                          | 3:35    |  |
| 2.  | "Quando a Chuva Passar" (Part. Marcus Viana)            | Ramon Cruz                                                                | 3:49    |  |
| 3.  | "Sensações"                                             | Paula Fernandes                                                           | 3:43    |  |
| 4.  | "Tocando em Frente" (Part. Leonardo)                    | Almir Sater, Renato Teixeira                                              | 3:29    |  |
| 5.  | "Jeito de Mato"                                         | Paula Fernandes, Mauricio Santini                                         | 4:40    |  |
| 6.  | "Cuidar Mais de Mim"                                    | Paula Fernandes                                                           | 3:50    |  |
| 7.  | "Não Precisa" (Part. Victor & Leo)                      | Victor Chaves                                                             | 3:32    |  |
| 8.  | "Meu Eu em Você"                                        | Paula Fernandes                                                           | 4:27    |  |
| 9.  | "Pássaro de Fogo"                                       | Paula Fernandes                                                           | 4:06    |  |
| 10. | "Sem Você"                                              | Paula Fernandes, Victor Chaves                                            | 3:51    |  |
| 11. | "Eu Sem Você"                                           | Paula Fernandes, Zezé Di Camargo                                          | 3:55    |  |
| 12. | "Mineirinha Ferveu"                                     | Paula Fernandes, Zezé Di Camargo                                          | 3:15    |  |
| 13. | "Nunca Mais Eu e Você"                                  | Paula Fernandes                                                           | 4:27    |  |
| 14. | "Pra Que Conversar?"                                    | Paula Fernandes                                                           | 3:29    |  |
| 15. | "Amargurado / Sem Você / Ainda Ontem Chorei de Saudade" | Dino Franco, Moacyr Franco, Paula Fernandes, Tião Carreiro, Victor Chaves | 4:54    |  |
| 16. | "Chuva Chover"                                          | Paula Fernandes                                                           | 4:01    |  |
| 17. | "Complicados Demais"                                    | Paula Fernandes                                                           | 3:43    |  |
| 18. | "Quero Sim"                                             | Paula Fernandes                                                           | 4:01    |  |
| 19. | "Dust In the Wind"                                      | Kerry Livgren                                                             | 3:42    |  |
| 20. | "The Boxer"                                             | Paul Simon                                                                | 4:29    |  |